# 沃卡尼
沃卡尼，是匈牙利巴兰尼亚州所辖的一个村。总面积17.09平方公里，总人口851，人口密度49.8人/平方公里（2011年1月1日）。